# Cuartel de la Prefectura de Policía de París
El cuartel de la Prefectura de Policía de París es la sede de la Prefectura de Policía de París.

## Historia
Originalmente, la consistía en la antigua mansión de los primeros presidentes del Parlamento de París ubicada en la rue de Jerusalem (vía que desapareció en el siglo XIX cuando se amplió el palacio de justicia de París hacia el Quai des Orfèvres). Estos edificios pronto se volvieron insuficientes y, en 1844, también se le asignó el hotel de la antigua Chambre des Comptes en el Cour Harlay. Estos hoteles del Palacio Viejo fueron demolidos en 1857 para las obras de modernización del palacio de justicia. Las casas expropiadas en la rue de Harlay y place Dauphine fueron luego asignadas temporalmente a la prefectura ., pendiente de la construcción de la nueva prefectura en el Quai des Orfèvres.
Siendo la nueva prefectura incendiada por los Comuneros 1871, partes de los cuarteles de París fueron asignadas temporalmente a la Prefectura de Policía, siendo el caso del construido en la Ile de la Cité entre 1863 y 1867 para albergar al personal de la Guardia de París. Fue erigido en estilo neoflorentino bajo la dirección del arquitecto Pierre-Victor Calliat (1801-1881) a instancias del barón Haussmann. Este conjunto se encuentra sobre la iglesia de Saint-Éloi y el convento de Barnabite, antes conocida como la abadía de Saint-Martial, fundada por Saint-Éloi en el  siglo VII . La construcción del conjunto, concomitante con el ensanchamiento de las calles aledañas, rue de Lutèce ), n.º 12  a 42 rue de la Cité y n.º  17 a 35 quai du Marché-Neuf , así como la desaparición total del callejón sin salida Saint-Martial y de la rue Saint -Éloi , en Fèves , Calandre , Cargaisons y Marché-Neuf , así como Passage Saint-Germain-le-Vieux  .
En 1929, la prefectura tomó plena posesión del edificio tras la marcha definitiva de la Guardia Republicana.
La entrada principal, para el personal, se encuentra en el número 6 de la rue de la Cité. El acceso para el público está en Place Louis-Lépine .
Dos mansiones contiguas tienen sus fachadas que dan al Boulevard du Palais:
el primero, el n °  7, está destinado a la residencia personal del prefecto de policía ya su gabinete;
el segundo, el n.º 9,  albergó la sede del BSPP hasta su traslado en 1931 a los locales ocupados por los Bomberos de París en el distrito 17.